# Hypoptopoma spectabile
Hypoptopoma spectabile är en fiskart som först beskrevs av Eigenmann, 1914.  Hypoptopoma spectabile ingår i släktet Hypoptopoma och familjen Loricariidae. Inga underarter finns listade i Catalogue of Life.